# Tammerfors tekniska universitet

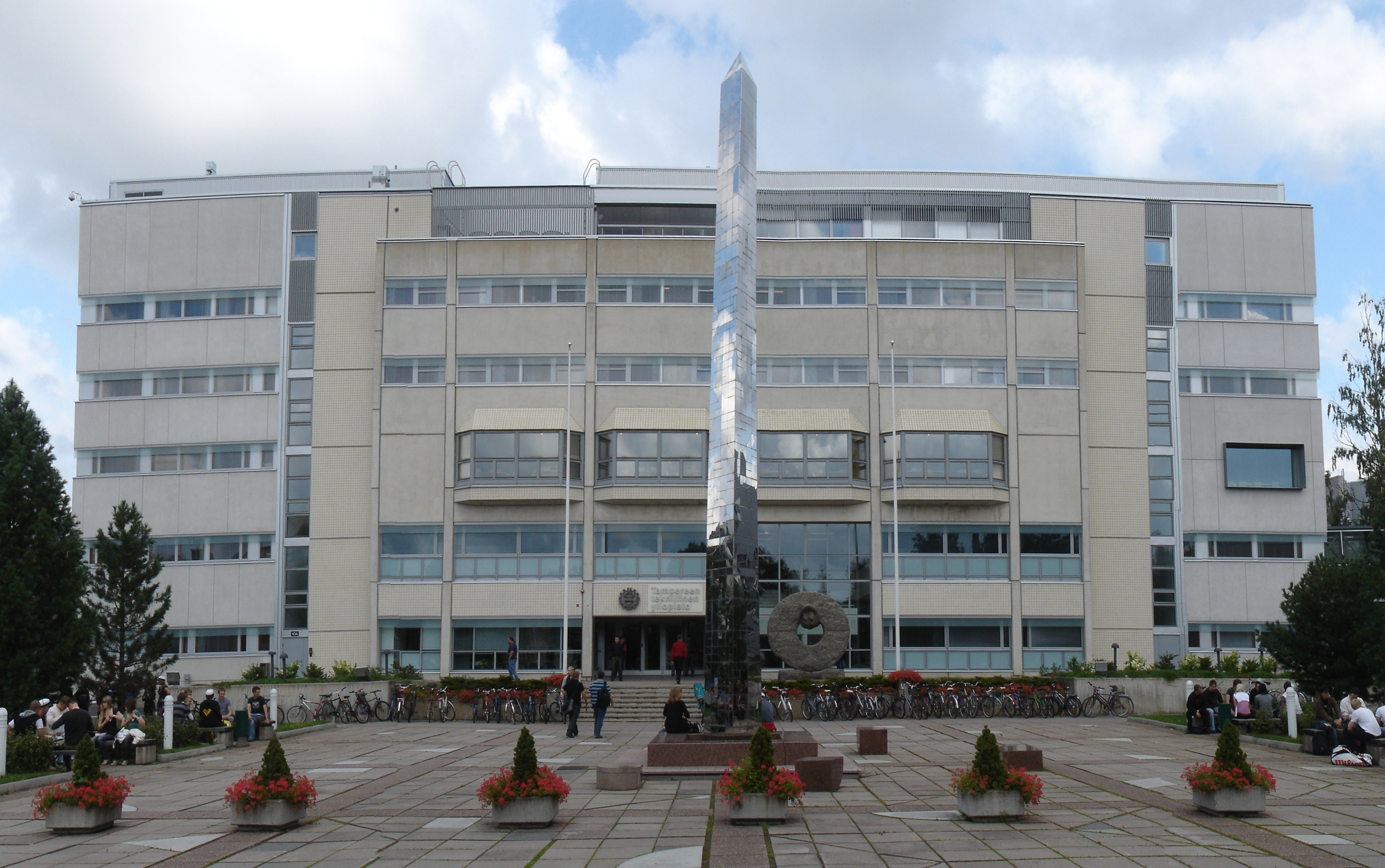
Huvudbyggnaden

Tammerfors tekniska universitet (finska: Tampereen teknillinen yliopisto (TTY)) var ett universitet i Tammerfors. Den sista rektorn på universitetet var Mika Hannula 2018. Mika Hannula efterträdde Jaakko Puhakka.
Universitetet hade omkring 12 000 studenter, varav 10 000 studerade till diplomingenjörer eller arkitekter och omkring 2 000 till doktorer. Universitet var ett av tre universitet i Finland som utbildade arkitekter.

## Historia
Universitetets verksamhet började 1965 som en sidoavdelning till Tekniska högskolan i Helsingfors. Universitetet blev självständigt 1972 efter riksdagens beslut och fick namnet Tammerfors tekniska högskola (finska:Tampereen teknillinen korkeakoulu (TTKK)). I början skedde utbildningen i Tammerfors centrum, men 1973 började man flytta delar av universitetet till den nygrundade stadsdelen Hervanta. Från och med 1990 har universitetet legat enbart i Hervanta då avdelningen för arkitektur flyttades som den sista avdelningen till Hervanta. År 2002 bytte universitetet sitt namn till Tammerfors tekniska universitet.  I början av 2019 gick universitetet tillsammans med Tammerfors universitet (1925–2018) till att forma det nya Tammerfors universitet.

### Rektorer
- 2018, Mika Hannula, professor
- 2016–2018, Jaakko Puhakka, professor
- 2008–2016, Markku Kivikoski, professor
- 1997–2008, Jarl-Thure Eriksson, emeritus professor
- 1985–1996, Timo Lepistö, professor
- 1975–1985, Osmo Hassi, emeritus professor
- 1972–1975, Pekka Ahonen, emeritus professor

## Organisation
Organisatoriskt var Tammerfors tekniska universitet indelat till fem fakulteter och några enstaka självständiga institutioner.

### Fakulteter
Fakulteter vid Tammerfors tekniska universitet var:
- Fakultet för automations-, maskin- och materialteknik
- Fakultet för bebyggd miljö
- Fakultet för data- och elektroteknik
- Fakultet för naturvetenskap och miljöteknik
- Fakultet för teknik och ekonomi

### Självständiga institutioner
- Biblioteket
- Björneborgs avdelning
- Edutech (kompletteringsutbildning)

## Språk
Tammerfors tekniska universitet var enspråkigt finskt, fastän det finns ett antal engelskspråkiga Master’s Degree Programs för internationella studerande. I normala utbildningsprogram måste personer som inte har finska som sitt modersmål avlägga ett finskt språktest innan de kan bli antagna till utbildningen.